# Miss Havisham

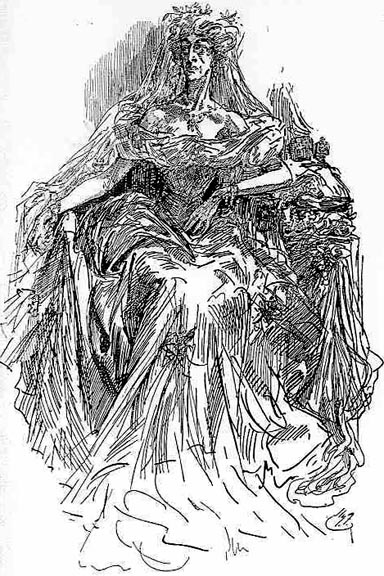
Miss Havisham par Harry Furniss.

Miss Havisham est un personnage central dans le roman de Charles Dickens Les Grandes Espérances (1861). C'est une vieille fille riche, qui vit dans une grande demeure en ruine, en compagnie de sa fille adoptive, Estelle, tandis qu'en parlant d'elle on dit qu'elle ressemble à « la sorcière de l'endroit ».
Même si différentes versions filmées l'ont souvent présentée comme une personne très âgée, les notes de Dickens lui-même indiquent qu'elle n'a que cinquante-cinq ans environ[réf. souhaitée]. Il y a tout de même cette précision que sa vie passée loin du soleil a suffi pour la vieillir, et on dit qu'elle tient le milieu entre une statue de cire et un squelette, avec des yeux sans cesse en mouvement.

## Histoire du personnage
La mère de Miss Havisham mourut alors que sa fille était encore au berceau, si bien que son père, un riche brasseur, ne put s'empêcher de trop la gâter. À sa mort il lui laissa la plus grande partie de sa fortune.
Adulte, elle tomba amoureuse d'un certain Compeyson, qui n'avait d'autre intention que de l'escroquer. Son cousin Matthew Pocket tenta de la mettre en garde, mais elle était trop amoureuse pour écouter quoi que ce soit. À neuf heures moins vingt, le jour prévu pour les noces, alors qu'elle s'habillait de sa robe de mariée et avait déjà chaussé l'un de ses deux souliers de satin blanc, elle reçut une lettre de Compeyson et comprit alors qu'il s'était joué d'elle et l'avait abandonnée, pour ainsi dire, au pied de l'autel.
Humiliée, le cœur brisé, elle fit arrêter toutes les horloges à l'instant précis où elle avait appris cette trahison. Depuis ce jour, elle resta seule dans sa maison, Satis House, qui se délabra peu à peu ; elle n'enleva jamais sa robe de mariée (du fait qu'elle était en train de s'habiller, au moment où elle avait reçu la lettre, elle ne portait jamais qu'une seule chaussure), laissant sur la table le gâteau de mariage qui n'avait pas été entamé et n'autorisant que peu de gens à la voir. Une existence excentrique.
Plus tard, par l'intermédiaire de son avocat, Mr. Jaggers, elle adopta une petite fille.

« Il y avait longtemps que je m'étais enfermée dans ces chambres (depuis combien de temps, je ne le sais plus), quand je lui dis que je désirais avoir avec moi une enfant que je pusse élever, aimer et sauver de mon malheureux sort. J'avais vu Mr. Jaggers pour la première fois lorsque je l'avais fait venir pour rendre cette maison solitaire, ayant lu son nom dans les journaux avant que le monde et moi eussions pris congé l'un de l'autre. Il me dit qu'il chercherait dans ses connaissances une petite orpheline. Un soir, il l'amena ici endormie, et je l'appelai Estelle. »

— Charles Dickens, Les Grandes Espérances Tome II Chap XX

## De la protection à la vengeance

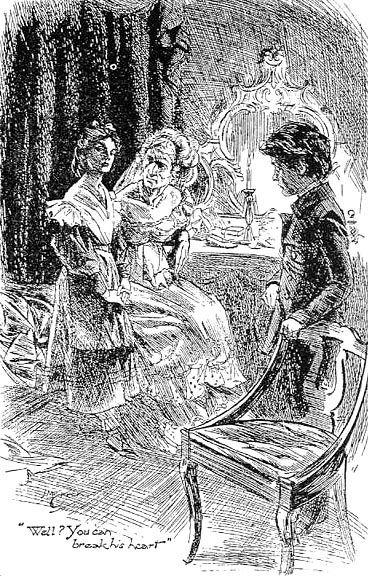
Miss Havisham, Estella et Pip. Illustration de H. M. Brock.

Qu'Estelle n'eût jamais à souffrir du fait d'un homme, comme cela avait été son propre cas, tel était l'objectif initial de Miss Havisham, mais ses intentions changèrent à mesure qu'Estelle grandissait :

« Croyez ce que je vais vous dire: quand elle est arrivée chez moi, ma seule intention était de la sauver d'une misère comme la mienne. Au début, je ne voulais rien d'autre. [...] Mais à mesure qu'elle grandissait et promettait d'être très belle, je me suis peu à peu conduite de façon indigne et, par mes louanges, par les bijoux que je lui offrais, par ce que je lui enseignais, et par l'image de moi-même que je présentais toujours devant elle comme un avertissement de bien tenir compte de mes leçons, je lui dérobai son cœur et c'est un glaçon que je mis à la place. »

— Charles Dickens, Les Grandes Espérances, adaptation d'un dialogue du tome II, chap. XX
Alors qu'Estelle était encore une enfant, Miss Havisham commença à rechercher des garçons qui pourraient être des sujets d'expérience afin d'éduquer cette fillette dans l'art de briser le cœur des hommes, ce qui serait une vengeance indirecte pour la douleur de Miss Havisham. Pip, le narrateur, est une victime idéale, et Miss Havisham n'hésite pas à habiller Estelle en la parant de bijoux pour la rendre d'autant plus séduisante, et faire sentir d'autant plus l'abîme social qui la sépare de Pip. C'est ce qui pousse celui-ci à décider en fin de compte de devenir un gentleman, et quand Estelle, devenue jeune fille, part pour la France afin d'y recevoir une éducation, Miss Havisham demande à Pip en savourant sa question : « Vous rendez-vous bien compte que vous l'avez perdue ? »

## Épilogue
À la fin du roman Miss Havisham se repent quand Estelle s'en va pour épouser le rival de Pip, Bentley Drummle ; elle se rend compte alors qu'elle a brisé le cœur de Pip de la même manière que le sien l'avait été ; elle croyait réaliser une sorte de vengeance personnelle, elle n'a fait que causer une douleur de plus. Elle supplie Pip de lui pardonner.

« Jusqu'au moment où vous avez parlé à [Estelle] l'autre jour, et que c'est ma propre image que j'ai revue dans le miroir que vous me présentiez, je ne me rendais pas compte de ce que j'avais fait. Qu'ai-je fait! Qu'ai-je fait! »

— Charles Dickens, Les Grandes Espérances, tome II, chap. XX, passage antérieur au précédent

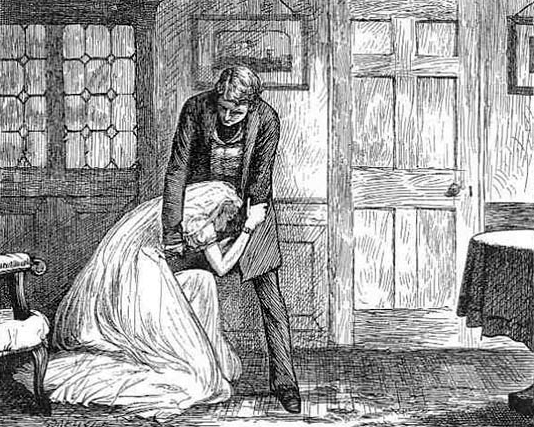
Miss Havisham demande pardon à Pip. Illustration de F.A. Fraser.

Après le départ de Pip, le feu de la cheminée se propage à la robe de Miss Havisham. Pip retourne précipitamment et la sauve. Elle n'en a pas moins subi de graves brûlures à la poitrine (elle est couchée sur le dos) jusqu'à la gorge. Dans le roman, les derniers mots qu'elle prononce (dans un délire) sont adressés à Pip ; ils font allusion en même temps à Estelle et à une note qu'elle, Miss Havisham, lui a donnée avec sa signature : « Prenez de quoi écrire et mettez sous mon nom, je lui pardonne ! »
Un chirurgien panse ses brûlures, et dit qu'elles sont « loin de ne laisser aucun espoir ». Toutefois, après une amélioration provisoire, elle meurt quelques semaines plus tard, ayant désigné Estelle comme sa principale héritière, et laissant une somme importante à Herbert Pocket, à la suite des recommandations de Pip.

## Modèles possibles
Eliza Emily Donnithorne (1827-1886) de Camperdown (un faubourg de Sydney) fut abandonnée par son fiancé le jour de son mariage en 1846 et passa le reste de sa vie dans une maison obscure, laissant pourrir sur la table son gâteau de mariage tel qu'il s'y trouvait, et en gardant en permanence entrouverte sa porte d'entrée pour le cas où son fiancé reviendrait un jour (bien qu'il soit mort en 1852). Beaucoup l'ont considérée à l'époque comme le modèle de Dickens pour Miss Havisham, bien qu'il soit impossible de le prouver,. Quoique Charles Dickens eût toujours porté intérêt à l'Australie, qu'il y vît un lieu plein de promesses et eût poussé deux de ses fils à y émigrer, le grand écrivain ne l'a jamais visitée en personne, même s'il la décrit en détail de façon extrêmement exacte dans plusieurs de ses œuvres, notamment Les Grandes Espérances. Ce sont deux chercheurs de Sydney qui lui ont fourni les informations sur la vie coloniale en Nouvelle-Galles du Sud. Il avait aussi de nombreux amis et des connaissances qui s'étaient installés en Australie, et lui envoyaient des lettres où ils racontaient en détail des aspects curieux de la vie dans les colonies. Ils parlaient de gens qu'ils y avaient rencontrés, sachant qu'il pourrait utiliser tout cela comme matériau pour les romans qu'il écrirait plus tard. Il est très possible qu'ils lui aient transmis l'histoire d’Eliza Emily Donnithorne. L'Australie tient une place importante dans Les Grandes Espérances ; c'est en Nouvelle-Galles du Sud qu'Abel Magwich, le bienfaiteur de Pip a fait fortune. Dans le roman, Miss Havisham est abandonnée par un goujat nommé Compeyson et Eliza Emily Donnithorne avait été abandonnée par un homme dont le nom de famille était Cuthbertson.
Dans l'édition Penguin de 1965, Angus Calder écrit cette note au chapitre 8 : « James Payn, un romancier de second ordre, affirmait avoir donné à Dickens l'idée de Miss Havisham à partir d'une personne réelle qu'il connaissait et déclarait que le récit de Dickens n'était « pas le moins du monde exagéré ». Bien qu'il soit prouvé qu'alors qu'il était à Newport dans le Shropshire Dickens a rencontré une riche recluse nommée Elizabeth Parker qui a été, croit-on souvent, à l'origine du personnage, on a également supposé que c'est Emily Morgan de Guildford dans le Surrey qui a fourni l'inspiration pour Miss Havisham. »

## Adaptations

### Au cinéma et à la télévision
Dans les adaptations cinématographiques des Grandes espérances, Miss Havisham a été interprétée par un certain nombre d'actrices très connues parmi lesquelles :
- Martita Hunt (1946)
- Madeleine Renaud (1968)
- Margaret Leighton (1974)
- Joan Hickson (1981)
- Jean Simmons (qui avait auparavant joué Estella en 1946 avec Martita Hunt) (1989)
- Anne Bancroft (1998)
- Charlotte Rampling (1999)
- Gillian Anderson (2011)
- Helena Bonham Carter (2012)

### Personnages inspirés par Miss Havisham

#### Au cinéma
Boulevard du crépuscule et Qu'est-il arrivé à Baby Jane ? ont été inspirés tous deux par l'adaptation de David Lean des Grandes Espérances, comme l'ont été, par extension, les personnages de Norma Desmond et de Baby Jane Hudson ainsi que le lieu où elles vivent. Dans Boulevard du crépuscule, Joe Gillis va jusqu'à comparer Norma Desmond à Miss Havisham au cours de son récit. Il est arrivé une aventure analogue à Endive, un personnage de la bande dessinée Chowder, dont le fiancé ne s'est jamais présenté le jour du mariage. Elle aussi apprend à une fille à éviter les hommes.

#### Miss Havisham's Fire
Un opéra intitulé Miss Havisham's Fire tourne autour du personnage de Miss Havisham (dont le prénom se révèle être Aurelia). Toute l'histoire est racontée en un retour en arrière à l'occasion d'une enquête sur la mort de Miss Havisham.

#### La sérieThursday Next
La Miss Havisham de Dickens est un personnage important dans la série Thursday Next de Jasper Fforde, une série policière dont les épisodes sont situés dans une uchronie fantastique où des personnages empruntés à l'époque de Dickens jouent un rôle de premier plan.
Elle est l'un des principaux agents de Jurifiction, l'organisation chargée de la police dans le Monde des Livres et l'on décrit ses capacités comme très avancées. Elle est chargée de former Thursday et une de leurs premières tâches commune consiste à déjouer tout un réseau d'intrigues dans Les Grandes Espérances. Nulle part dans le roman de Dickens on n'explique comment Magwitch, malgré ses lourdes chaînes, a réussi à s'échapper et à gagner la terre ferme depuis le vaisseau prison où il était enfermé.

## Dans la science
On emploie aussi l'expression « syndrome de Miss Havisham » ou « syndrome de Diogène » quand on parle d'une personne qui réagit d'une façon extrêmement douloureuse à la perte d’un amour, ce qui peut conduire à une dépendance physique par l'activation dans le cerveau de centres de récompense et de plaisir, que l'on a identifiés comme dirigeant le comportement addictif – des zones dont on s'accorde à penser qu'elles sont responsables de la passion et de la drogue, ainsi que de la dépendance à l'alcool et au jeu,

## Dans la culture populaire
- Dans le populaire soap opera britannique Coronation Street, Ken Barlow (en) présente Bev Unwin comme une « Miss Havisham » du fait qu'elle étale de façon excessive son chagrin après la mort prématurée de Fred Elliott le jour de leur mariage.
- Dans Pip, un épisode de South Park fondé sur Les Grandes Espérances, Miss Havisham est représentée de la même façon que le personnage correspondant du roman, mais avec cette innovation qu'elle projette de faire pénétrer son âme dans le corps d'Estelle afin de prolonger sa propre vie. Elle dirige une armée de robots ressemblant à des singes.
- Son personnage a inspiré celui de Mélanie Ravenswood pour l'attraction Phantom Manor au Disneyland de Paris. Dans le cas de Mélanie, son époux a été assassiné par un fantôme mystérieux qui l'a pendu, mais elle n'a pas découvert ce qui lui est arrivé, et jusqu'à son dernier jour elle erre à sa recherche dans la maison hantée.
- Dans V, une femme âgée possédant un grenier hanté est connue sous le nom de Havisham.
- Le poème Havisham de Carol Ann Duffy se fonde sur le personnage de Miss Havisham.
- La chanson Goodbye Miss Havisham du groupe Sullivan (en) se rattache directement à son personnage.
- Dans la comédie britannique Peep Show, Mark Corrigan déclare : « Je ne veux pas me retrouver tout seul comme Havisham, avec Onan pour toute compagnie » lorsqu'il explique son envie de se marier.
- Dans le sixième épisode de la saison trois de la série TV américaine Supernatural (« Red Sky at Morning »), Sam Winchester fait allusion à une femme âgée, qui a flirté avec lui (Ms. Gert Case) comme « Mrs. Havisham ».
- Dans le film P.S. I Love You, le personnage de Holly, qui est déprimée par la mort de son mari, dit à son amie Sharon : « Je suis devenue la Miss Havisham du Lower East Side. Jamais je ne quitterai mon appartement jusqu'à mes vieux jours. Assise à penser et à repenser à mon mariage. Avec un vieux morceau du gâteau des mariés. » D'autres personnages tout au long du film la comparent eux aussi à Miss Havisham, de façon implicite et explicite.
- Dans le troisième épisode des Griffin, Peter Griffin recherche son ancien flirt dont on dit qu'elle n'a pas quitté sa robe de bal depuis que tous les deux étaient au bal ensemble, qu'elle ne s'est pas lavé la main depuis la dernière fois que Peter l'avait dans la sienne, qu'elle a gardé exactement la même tenue qu'au dernier moment où Peter l'a vue, (elle va même jusqu'à lui parler et lui « donner à manger »). Ces manières ressemblent à celles qu'affectait Miss Havisham pendant ses années d'isolement et de détresse.
- Dans la bande dessinée en ligne The Non-Adventures of Wonderella Miss Havisham est membre de l'ordre des Prodigieuses Femmes nobles (qui parodie La Ligue des gentlemen extraordinaires) aux côtés de Jane Eyre, Alice des romans de Lewis Carroll et Beatrice Rappacini. On dit que Miss Havisham serait capable d'« éviscérer un homme avec haine »[7]. La super héroïne en titre décline une proposition pour les rejoindre. Dans un épisode ultérieur de la bande dessinée, Miss Havisham est devenue un mohel free-lance. On fait comprendre qu'intentionnellement elle fait très mal les circoncisions[8].
- Dans Le Faucheur qui fait partie de la série de romans Disque-monde, Miss Flitworth fait allusion à Miss Havisham quand elle dit qu'après la mort de son fiancé elle a pensé : « Ce que la vie attend de moi désormais, c'est que, pendant des années, j'aille comme une folle, toujours au même endroit, dans ma robe de mariée. » Au lieu de cela, elle continua les choses, et la réception eut lieu car de toute façon cela n'a aucun sens de perdre ce qui est bon à manger.